# Edmondo De Amicis
Edmondo De Amicis, född 21 oktober 1846 i Oneglia, död 11 mars 1908 i Bordighera, var en italiensk författare.

## Biografi
Under några år ägnade sig De Amicis åt militäryrket, men tog 1871 avsked för att helt ägna sig åt litteraturen. Han hade då redan publicerat sina Bozzetti della vita militare (Skisser ur militärlivet). Nu företog han åtskilliga resor och besökte Spanien, Frankrike, Nederländerna, England, Marocko och Sydamerika, vilka länder han skildrade i böcker. Det är dessa reseskildringar, som jämte pojkboken Cuore (1886, svensk översättning Hjärtat på rätta stället) har gjort De Amicis känd utanför Italien.